# Adiantum
Adiantum és un gènere de falgueres la família Pteridaceae, per bé que alguns taxonomistes la classifiquen dins de la seva pròpia família, Adiantaceae. Inclou unes 200 espècies la majoria en països tropicals i subtropicals. Als Països Catalans només és autòctona una, la falzia (Adiantum capillus-veneris).

## Característiques
El dimorfisme entre fulles fèrtils i estèrils és molt poc aparent.

## Hàbitat
Generalment es troben en sòls rics en humus i ben drenats. Algunes espècies creixen en les roques amb salts d'aigua i en les esquerdes dels pous i avencs.
El centre de major biodiversitat és als Andes. També a la Xina n'hi ha quaranta espècies. Se'n conreen diverses espècies com a planta ornamental.

## Taxonomia
- Adiantum abscissum
- Adiantum aculeolatum
- Adiantum adiantoides
- Adiantum aethiopicum
- Adiantum alarconianum

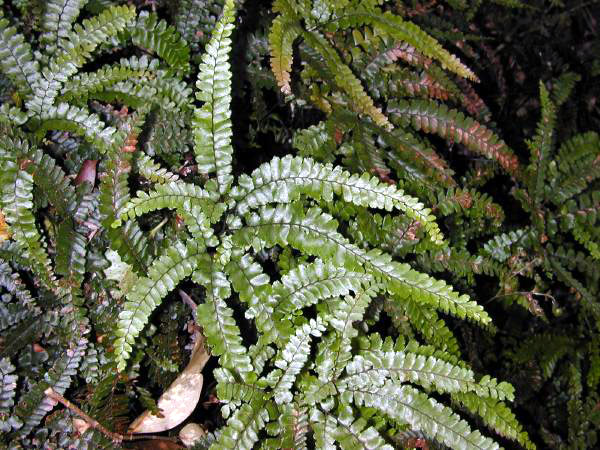
Adiantum hispidulum

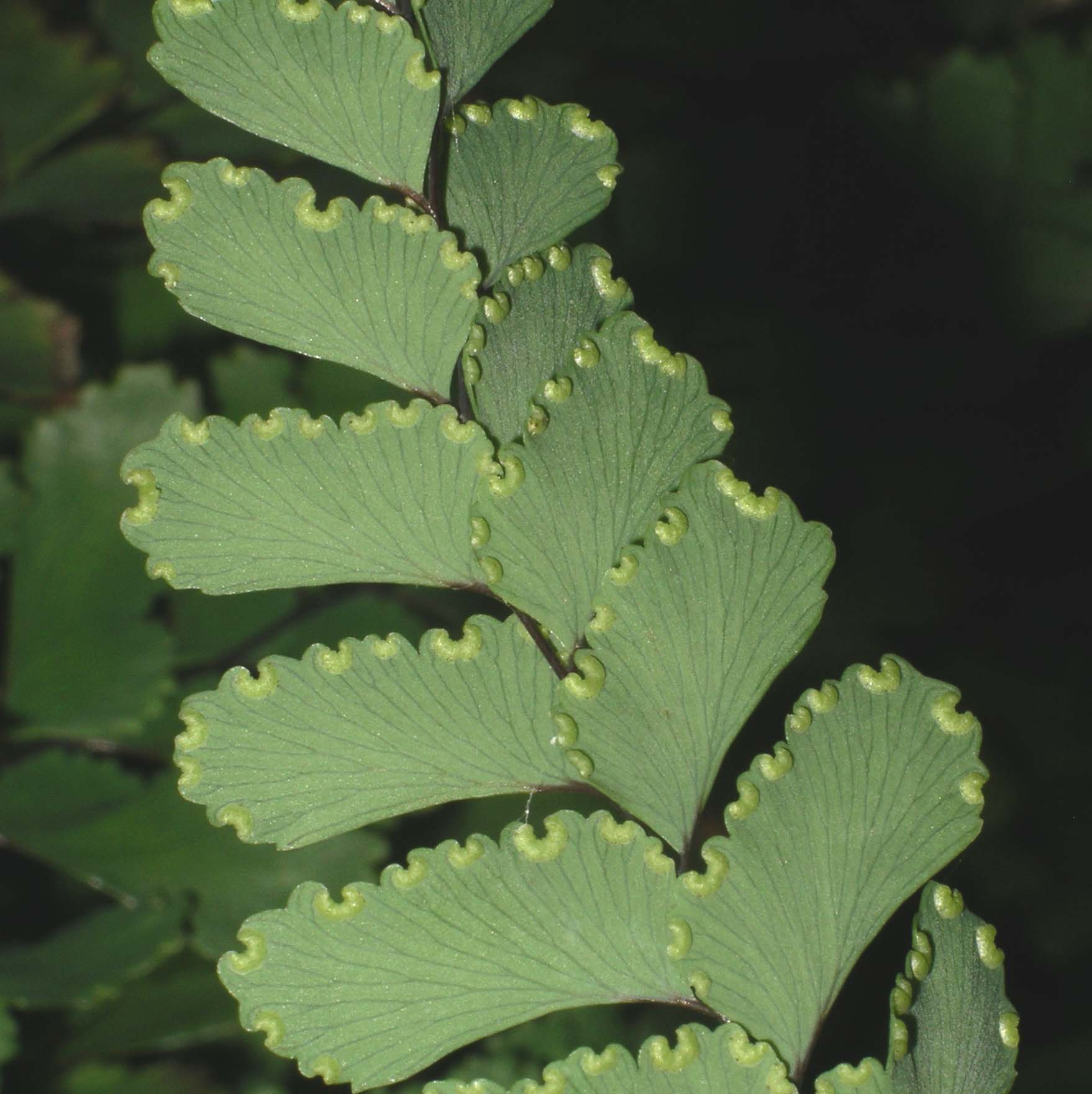
Adiantum cunninghamii

- Adiantum aleuticum Illes Aleutianes
- Adiantum amazonicum
- Adiantum amblyopteridium
- Adiantum amelianum
- Adiantum anceps
- Adiantum aneitense
- Adiantum angustatum
- Adiantum annamense
- Adiantum atroviride
- Adiantum bellum Bermuda
- Adiantum bessoniae
- Adiantum blumenavense
- Adiantum boliviense
- Adiantum bonatianum
- Adiantum bonii
- Adiantum brasiliense Brasil
- Adiantum breviserratum
- Adiantum calcareum
- Adiantum capillus-junonis
- Adiantum capillus-veneris Falzia
- Adiantum caudatum
- Adiantum celebicum
- Adiantum chilense
- Adiantum christii
- Adiantum comoroense
- Adiantum concinnum
- Adiantum coreanum
- Adiantum crespianum
- Adiantum cultratum
- Adiantum cuneatiforme
- Adiantum cuneatum
- Adiantum cunninghamii
- Adiantum cupreum
- Adiantum curvatum
- Adiantum davidii
- Adiantum diaphanum
- Adiantum dioganum
- Adiantum diphyllum
- Adiantum discretodenticulatum
- Adiantum dissimulatum
- Adiantum edgeworthii
- Adiantum elegantulum
- Adiantum emarginatum Califòrnia
- Adiantum erylliae
- Adiantum erythrochlamys
- Adiantum excisum Xile
- Adiantum fengianum
- Adiantum fimbriatum
- Adiantum flabellulatum
- Adiantum formosum
- Adiantum fossarum
- Adiantum fragile
- Adiantum fructosum
- Adiantum fulvum
- Adiantum gertrudis
- Adiantum gibbosum
- Adiantum gingkoides
- Adiantum glabrum
- Adiantum glaureosum
- Adiantum glaucescens
- Adiantum glaucinum
- Adiantum glaziovii
- Adiantum gomphophyllum
- Adiantum gracile
- Adiantum gravesii
- Adiantum grossum
- Adiantum hispidulum –
- Adiantum hollandiae
- Adiantum hornei
- Adiantum hosei
- Adiantum imbricatum
- Adiantum incertum
- Adiantum incisum
- Adiantum intermedium
- Adiantum jordanii Califòrnia
- Adiantum juxtapositum
- Adiantum kendalii
- Adiantum kingii
- Adiantum klossii
- Adiantum lamrianum
- Adiantum latifolium
- Adiantum lenvingei
- Adiantum lianxianense
- Adiantum lindenii
- Adiantum lonrentzii
- Adiantum lucidum
- Adiantum lunulatum
- Adiantum macrocladum
- Adiantum macrophyllum
- Adiantum madagascariense
- Adiantum malaliense
- Adiantum malesianum
- Adiantum mariesii
- Adiantum mcvaughii
- Adiantum melanoleucum
- Adiantum mendoncae
- Adiantum menglianense
- Adiantum mettenii
- Adiantum mindanaense
- Adiantum monochlamys
- Adiantum monosorum
- Adiantum multisorum
- Adiantum myriosorum
- Adiantum neoguineense
- Adiantum novae-caledoniae
- Adiantum nudum
- Adiantum oaxacanum
- Adiantum obliquum
- Adiantum ogasawarense
- Adiantum opacum
- Adiantum ornithopodum
- Adiantum ovalescens
- Adiantum palaoense
- Adiantum papillosum
- Adiantum paraense
- Adiantum patens
- Adiantum pearcei
- Adiantum pedatum
- Adiantum pentadactylon
- Adiantum peruvianum Perú
- Adiantum petiolatum
- Adiantum philippense
- Adiantum phyllitidis
- Adiantum platyphyllum
- Adiantum poiretti
- Adiantum polyphyllum
- Adiantum pseudotinctum
- Adiantum pulchellum
- Adiantum pulcherrimum
- Adiantum pulverulentum
- Adiantum pumilum
- Adiantum pyramidale
- Adiantum raddianum Delta
- Adiantum rectangulare
- Adiantum reniforme
- Adiantum rhizophorum
- Adiantum robinsonii
- Adiantum roborowskii
- Adiantum rondoni
- Adiantum rubellum
- Adiantum rufopetalum
- Adiantum scabrum
- Adiantum schmalzii
- Adiantum schmidtchenii
- Adiantum schweinfurthii
- Adiantum seemannii de Seeman
- Adiantum semiorbiculatum
- Adiantum senae
- Adiantum serratifolium
- Adiantum siamense
- Adiantum silvaticum
- Adiantum soboliferum
- Adiantum sordidum
- Adiantum stenochlamys
- Adiantum stolzii
- Adiantum subcordatum
- Adiantum tenerum
- Adiantum tenuissimum
- Adiantum tetragonum
- Adiantum tetraphyllum
- Adiantum trapeziforme
- Adiantum tricholepis
- Adiantum trilobum
- Adiantum tripteris
- Adiantum venustum Himàlaia
- Adiantum villosissimum
- Adiantum villosum
- Adiantum viridescens
- Adiantum viridimontanum
- Adiantum vivesii Puerto Rico
- Adiantum wattii
- Adiantum wilsonii
- Adiantum zollingeri